# اچ‌ام‌ای‌اس بریل دوم
اچ‌ام‌ای‌اس بریل دوم (به انگلیسی: HMAS Beryl II) یک کشتی است که طول آن ۱۲۲ فوت (۳۷ متر) می‌باشد. این کشتی در سال ۱۹۱۴ ساخته شد.